# Holaspis guentheri
Espèce
Holaspis guentheri est une espèce de sauriens de la famille des Lacertidae. Communément, il est appelé Lézard arboricole à queue plate.

## Répartition
Cette espèce sur rencontre en Sierra Leone, en Côte d'Ivoire, au Ghana, au Bénin, au Nigeria, au Cameroun, en Guinée équatoriale, au Gabon, au Congo-Kinshasa, en Centrafrique, en Ouganda et en Angola,. 

## Description
Ce petit lézard mesure couramment entre 10 et 15 cm à l’âge adulte,. La tête, le corps ainsi que la queue sont fortement aplatis. Cet aplatissement peut être encore plus marqué lorsqu’un individu se pose pour prendre le soleil. La tête est couverte de plaques symétriques. La pupille est ronde. Les motifs dorsaux sont très caractéristiques : il s’agit d’une bande beige à jaunâtre, médio-dorsale, partant du museau pour se finir vers l’arrière de la tête, alors entourée de deux autres bandes de même coloration qui se prolongent vers la queue, convergeant progressivement l’une vers l’autre. Les motifs de ces bandes sont de plus en plus circulaires et gros, passant à une coloration bleu turquoise. Au niveau de la queue, les bandes se rejoignent. Repli d’écailles formant un collier dans la région gulaire. C’est un lézard arboricole : il se tient en hauteur sur les troncs où il chasse de jour les fourmis et d’autres arthropodes. Il est capable de faire des vols planés. Il est ovipare.

## Étymologie
Cette espèce est nommée en l'honneur d'Albert Günther (1830-1914), le zoologiste britannique d'origine allemande.

## Publication originale
- Gray, 1863 : Descriptions of two new genera of lizards (Holaspis and Poriodogaster, A. Smith, MS.). Proceedings of the Zoological Society of London, vol. 1863, p. 152-155 (texte intégral).